# Sarojini Gogte
Sarojini Gogte (* 1942, geborene Sarojini Apte) ist eine indische Badmintonspielerin.

## Karriere
Sarojini Apte gewann 1962 ihren ersten nationalen Titel im Damendoppel gemeinsam mit ihrer Schwester Sunila. 1966 siegte sie erneut, diesmal jedoch mit Meena Shah an ihrer Seite. 1966 und 1967 war Sarojini Apte, im letztgenannten Jahr bereits verheiratet als Sarojini Gogte, auch im Dameneinzel erfolgreich.

## Sportliche Erfolge
| Saison | Veranstaltung                 | Disziplin   | Platz | Name                         |
| ------ | ----------------------------- | ----------- | ----- | ---------------------------- |
| 1962   | Indien: Einzelmeisterschaften | Damendoppel | 1     | Sarojini Apte / Sunila Apte  |
| 1965   | Indien: Einzelmeisterschaften | Damendoppel | 1     | Meena Shah / Sarojini Apte   |
| 1966   | Indien: Einzelmeisterschaften | Dameneinzel | 1     | Sarojini Apte                |
| 1967   | Indien: Einzelmeisterschaften | Dameneinzel | 1     | Sarojini Gogte               |
| 1967   | Indien: Einzelmeisterschaften | Damendoppel | 1     | Sarojini Gogte / Sunila Apte |